# Regényvilág
A Regényvilág egy 19. század végi magyar nyelvű szépirodalmi könyvsorozat volt. A Révai Testvérek gondozásában Budapesten 1881 és 1885 között megjelent évfolyamok (darabonként 26 füzettel) a következők voltak:
- I. évfolyam. 1881–81. (1148, IV l.) 1881.
- II. évfolyam. 1881–82. (1036, IV l.) 1882.
- III. évfolyam. 1882–83. (876 II l.) 1883.
- IV. évfolyam. 1883–84. (884 I.) 1884.
- V. évfolyam. 1881–85. (993 l.) 1885.